# Аристотел и Данте откривају тајне универзума
Аристотел и Данте откривају тајне универзума је тинејџерски роман америчког књижевника Бенџамина Алире Саенза, први пут објављен 2012. године. Добитник је великог броја књижевних награда. У Србији га је објавила издавачка кућа Публик практикум 2017. године у преводу Душице Брадоњић. Исти издавач је 2023. превео и наставак Аристотел и Данте урањају у воде света (овог пута у преводу Јелене Радојичић).

## Радња
Радња се дешава 1987. године у Ел Пасу и прати двојицу америчких тинејџера мексичког порекла Аристотела "Арија" Мендозу и Дантеа Кинтану, њихово пријатељство, љубав, и борбу са прихватањем своје сексуалности. Књига је екранизована као истоимени филм 2022. године.